# Zhiwei Yun
Zhiwei Yun (chinês simplificado: 恽之玮, pinyin: Yùn Zhīwěi; Changzhou, setembro de 1982) é um matemático chinês, professor de matemática do Instituto de Tecnologia de Massachusetts, especialista em teoria dos números, geometria algébrica e teoria de representação, com um foco particular sobre o Programa Langlands. Antes de ir para a Universidade Yale em 2016, foi professor assistente e professor associado na Universidade Stanford de 2012 a 2016 e foi C.L.E. Moore instructor no Instituto de Tecnologia de Massachusetts de 2010 a 2012.

## Biografia
Yun nasceu em Changzhou, China. Como escolar participou da Olimpíada Internacional de Matemática em 2000; recebeu uma medalha de ouro com um escore perfeito. Yun obteve o grau de bacharel na Universidade de Pequim em 2004. Obteve o Ph.D. em 2009 na Universidade de Princeton, orientado por Robert MacPherson.
Yun recebeu o Prêmio SASTRA Ramanujan de 2012 por suas "fundamental contributions to several areas that lie at the interface of representation theory, algebraic geometry and number theory."
Suas colaborações com Wei Zhang, Xinyi Yuan e Xinwen Zhu receberam atenção em publicações como Quanta Magazine e Business Insider. Em particular, seu trabalho com Wei Zhang sobre a série de Taylor de funções L é "already being hailed as one of the most exciting breakthroughs in an important area of number theory in the last 30 years."
Recebeu em dezembro de 2017 o Breakthrough Prize in Mathematics de 2018, juntamente com Wei Zhang, Aaron Naber e Maryna Viazovska.

## Publicações selecionadas
- "Galois representations attached to moments of Kloosterman sums and conjectures of Evans", Compositio Math. 151 (2015), no. 1, 68-120.
- (com Davesh Maulik) "Macdonald formula for curves with planar singularities", J. Reine Angew. Math. 694 (2014), 27-48.
- "Motives with exceptional Galois groups and the inverse Galois problem", Invent. Math. 196 (2014), no. 2, 267-337.
- (com R.Bezrukavnikov) "On Koszul duality for Kac-Moody groups", Represent. Theory 17 (2013), 1-98.
- (com Ngô Bảo Châu, Jochen Heinloth) "Kloosterman sheaves for reductive groups", Ann. of Math. 177 (2013), no.1, 241-310.
- Langlands duality and global Springer theory, Compositio Math. 148 (2012), no.3, 835-867.
- "Global Springer Theory", Advances in Math. 228 (2011), 266-328.
- "The fundamental lemma of Jacquet and Rallis", Duke Math. J. 156 (2011), no. 2, 167-227.
- "Weights of mixed tilting sheaves and geometric Ringel duality", Selecta Math. (N.S.) 14 (2009), no. 2, 29-320
- (com Alexei Oblomkov) "Geometric representations of graded and rational Cherednik algebras", Advances in Math. 92 (2016), 601-706.
- (com Wei Zhang) "Shtukas and the Taylor expansion of L-functions", preprint.